# Maxym Osypov
Maxym Osypov –en ucraniano, Максим Осипов– (Járkov, URSS, 1989) es un deportista ucraniano que compitió en escalada. Ganó una medalla de plata en el Campeonato Europeo de Escalada de 2008, en la prueba de velocidad.

## Palmarés internacional
| Campeonato Europeo | Campeonato Europeo | Campeonato Europeo | Campeonato Europeo |
| Año                | Lugar              | Medalla            | Prueba             |
| ------------------ | ------------------ | ------------------ | ------------------ |
| 2008               | París (Francia)    | Medalla de plata   | Velocidad          |